# Goran Đorović
Goran Đorović (ou Goran Djorovic) (en serbe en écriture cyrillique : Горан Ђopoвић), né le 11 novembre 1971 à Priština (Yougoslavie aujourd'hui au Kosovo), est un footballeur serbe. Il jouait au poste de défenseur central. Il a disputé la coupe du monde 1998 et l'Euro 2000 avec l'équipe de la République fédérale de Yougoslavie.

## Clubs
- 1989-1993 : FK Priština
- 1993-1997 : Étoile rouge Belgrade
- 1997-2001 : Celta Vigo
- 2001-2003 : Deportivo La Corogne
- 2003-2004 : Elche

## Palmarès

### En équipe nationale
- 49 sélections et 0 but avec la République fédérale de Yougoslavie entre 1994 et 2001.

### En club
Étoile rouge de Belgrade
- Champion de Yougoslavie en 1995.
- Vainqueur de la Coupe de Yougoslavie en 1995, 1996 et 1997.

 Deportivo La Corogne
- Vainqueur de la Coupe d'Espagne en 2002.
- Vainqueur de la Supercoupe d'Espagne en 2002.